# Антон Гюнтер (Олденбург)
Антон Гюнтер фон Олденбург и Делменхорст (на немски: Anton Günther von Oldenburg und Delmenhorst; * 10 ноември 1583 в Олденбург; † 19 юни 1667 в Растеде) от фамилията Дом Олденбург е граф на Олденбург (1603–1667) и на Делменхорст (1647–1667) и господар на Господство Йевер (1603–1667).
Той е син на граф Йохан XVI фон Олденбург (1540-1603) и съпругата му графиня Елизабет фон Шварцбург-Бланкенбург (1541-1612), най-малката дъщеря на граф Гюнтер XL фон Шварцбург. 
Брат е на Катарина фон Олденбург, омъжена през 1633 г. за херцог Аугуст фон Саксония-Лауенбург, и на Магдалена фон Олденбург (1585-1657), омъжена през 1612 г. за княз Рудолф фон Анхалт-Цербст.
След смъртта на баща му през 1603 г. Антон Гюнтер го последва на 20 години като граф на Олденбург. През Тридесетгодишната война Антон Гюнтер е неутрален. Антон Гюнтер е член на литературното общество Fruchtbringende Gesellschaft.
Антон Гюнтер няма брачни наследници и определя са наследник на графството Олденбург-Делменхорст краля на Дания, който е от фамилията Дом Олденбург, и херцозите от Холщайн-Готорп. Сестра му Магдалена, княгиня на Анхалт-Цербст, наследява Господство Йевер.

## Фамилия
Антон Гюнтер се жени през 1635 г. за принцеса София Катарина фон Холщайн-Зондербург (1617 – 1696), дъщеря на херцог Александер фон Шлезвиг-Холщайн-Зондербург (1573 – 1627) и графиня Доротея фон Шварцбург-Зондерсхаузен (1579 – 1639). Бракът е бездетен.
Преди това той има връзка с Елизабет фон Унгнад-Вайсенволф, с която има извънбрачен син, по-късният граф Антон I фон Алденбург (* 1 февруари 1633; † 27 октомври 1681).